# Воробей Іван Володимирович
Іва́н Володи́мирович Воробе́й (нар. 3 липня 1999 — пом. 9 листопада 2018) — солдат 109-го окремого гірсько-штурмового батальйону Збройних Сил України, загинув в ході російсько-української війни.

## Життєпис
Народився 1999 року у селі Дігтярівка (Новгород-Сіверський район, Чернігівська область). 2016-го закінчив Шосткинський професійний ліцей за фахом токаря.
З 27 квітня 2018 року — на військовій службі за контрактом; солдат, заступник командира бойової машини — навідник-оператор 3-го відділення 2-го взводу 1-ї гірсько-штурмової роти 109-го окремого гірсько-штурмового батальйону 10-ї окремої гірсько-штурмової бригади.
9 листопада 2018-го увечері загинув у бою поблизу села Кримське (Новоайдарський район) — окупанти відкрили зосереджений вогонь зі стрілецької зброї по одному з опорних пунктів біля окупованого Жолобка, що розташований впритул до «Бахмутської траси». Підрозділ, що вступив у бій, був своєчасно посилений, і за годину вогнева активність ворога була повністю придушена, проте в ході бою, під час висування резерву до бойових позицій, солдат Воробей зазнав смертельного вогнепального поранення. Солдат Євген Летюка намагався перетягнути пораненого до окопу, проте також зазнав смертельного поранення.
12 листопада 2018 року похований в Дігтярівці; у Новгород-Сіверському районі оголошено день жалоби.
Без Івана лишилися батьки, сестра та бабуся, яка його виховувала.

## Нагороди та вшанування
- Указом Президента України № 149/2019 від 18 квітня 2019 року, «за особисті заслуги у захисті державного суверенітету та територіальної цілісності України, мужність і самовіддані дії, виявлені під час виконання службового обов'язку», нагороджений орденом «За мужність» III ступеня (посмертно)[1]
- У березні 2019 року в селі Дігтярівка Новгород-Сіверського району на фасаді навчально-виховного комплексу (вулиця Покровська, 67), де навчався Іван, йому відкрито меморіальну дошку[2].